# 正単体

2次元正単体（正三角形）

3次元正単体（正四面体）

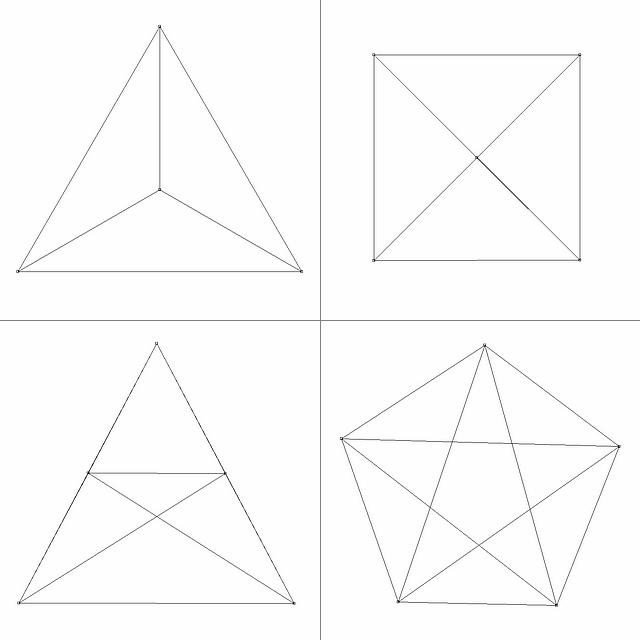
4次元正単体（正五胞体）の投影図

正単体（せいたんたい、regular simplex）は、2次元の正三角形、3次元の正四面体、4次元の正五胞体を各次元に一般化した正多胞体。なお、0次元正単体は点、1次元正単体は線分である。
また言い換えると、単体である正多胞体、つまり、辺の長さが全て等しい単体である。
{\displaystyle \alpha }体（アルファたい）ともいい、n  (n ≥ 0) 次元正単体を {\displaystyle \alpha _{n}} と書く。
超立方体（正測体）、正軸体と並んで、5次元以上での3種類の正多胞体の1つである。

## 作図
n 次元正単体は、n + 1 次元空間内で作図するのが簡単である。{\displaystyle (1,0,0,\cdots ,0)} の巡回
{\displaystyle (1,0,0,\cdots ,0),(0,1,0,\cdots ,0),\cdots ,(0,0,\cdots ,0,1)}
を頂点として、互いを辺で結べばよい。この図形は、原点を中心とするn + 1 次元正軸体の n 次元面の一つである。例えば (1, 0, 0), (0, 1, 0), (0, 0, 1)を頂点とする正三角形（2次元正単体）は (0, 0, 0)を中心とする正八面体（3次元正軸体）の面の一つであるが、この場合は (1, 1, 1)を4番目の頂点とする正四面体の構成面でもあり、2種類の正多面体で空間充填が可能である。
n 次元空間内で作図するには、
- 座標変換する。
- n - 1 次元単体を作図し、重心で直交する垂線上の適切な位置に頂点を追加する。
- 自明な0次元単体から開始し、再帰的に1つ上の次元の正単体を作図する。

などがある。

## 性質
特にことわらない限り、辺の長さが a の n 次元正単体について述べる。
超体積は、
{\displaystyle {\frac {\sqrt {n+1}}{n!{\sqrt {2^{n}}}}}a^{n}}
超表面積は
{\displaystyle {\frac {(n+1){\sqrt {n}}}{(n-1)!{\sqrt {2^{n-1}}}}}a^{n-1}}
である。
ファセット (n - 1 次元面) は n - 1 次元正単体である。したがって一般に、m (0 ≤ m ≤ n - 1) 次元面は m 次元正単体である。たとえば、正五胞体（4次元正単体）の面（2次元面）は正三角形（2次元正単体）、胞（3次元面）は正四面体（3次元正単体）である。
m 次元面の個数は
{\displaystyle {}_{n+1}\operatorname {C} _{m+1}}
である。これはパスカルの三角形の第 n + 2 段の m + 2 番目の数字である。特に、頂点とファセットはそれぞれ {\displaystyle n+1} 個である。
m (0 ≤ m ≤ n - 2) 次元面の形状は n - m - 1 次元正単体であり、そこに集まるl (m + 1 ≤ l ≤ n - 1) 次元面の個数は
{\displaystyle {}_{n-m}\operatorname {C} _{l-m}}
である。これはパスカルの三角形の第 n - m + 1 段の l - m + 1 番目の数字であり、n - m - 1 次元単体の l - m - 1 次元面の個数である。
自らと双対である。
ペトリー多胞体は n - 1 次元正軸体である。たとえば、正四面体のペトリー多角形は正方形である。